# Оан, Антуан
Антуа́н Оа́н (фр. Antoine Hoang; род. 4 ноября 1995 года в Йер, Франция) — французский профессиональный теннисист, впервые вошедший в топ-100 рейтинга ATP в августе 2019 года.

## Биография и интересные факты
Кратко его называют Тонио. Говорит на французском и английском языках. Отец — Франциск, мать — Сильвия, брат — Батист, сестра — Дельфина. Начал играть в теннис в возрасте 4 лет со своим отцом. Вся его семья играла в теннис. В детстве его мотивировал на занятия теннисом просмотр Ролан Гарроса по телевизору. Окончил университет в 2016 году и переехал в Экс-ан-Прованс, где познакомился с тренером Лионелем Цимблером и начал развиваться как профессионал. В детстве его кумир был Роджер Федерер. Любимый удар — бэкхенд по линии. Любимое покрытие — закрытый хард. Любимый турнир — Ролан Гаррос.

## Спортивная карьера
Выиграл свой первый матч ATP в Монпелье против Стива Дарси в 2019 году. На Открытом чемпионате Франции 2019 года сенсационно обыграл в первом круге Дамира Джумхура, затем во втором круге ещё более сенсационно одолел Фернандо Вердаско. В третьем раунде проиграл всухую соотечественнику Гаэлю Монфису. Однако выступление на своём любимом турнире в третьем раунде стало лучшим его достижением в карьере на турнирах серии Большого шлема.
На Открытом чемпионате США 2019 в первом раунде обыграл аргентинца Леонардо Майера в пяти сетах, а вот во втором раунде уступил австралийцу Нику Кирьосу в трёх сетах.

## Рейтинг на конец года
| Год  | Одиночный рейтинг | Парный рейтинг |
| 2018 | 149               | 360            |
| 2017 | 314               | 267            |
| 2016 | 477               | 330            |

По данным официального сайта ATP на последнюю неделю года. 

## Выступления на турнирах

### Финалы турнировATPв парном разряде (1)

#### Поражения (1)
| Легенда                     |
| --------------------------- |
| Турниры Большого шлема (0*) |
| Финал АТР-тура (0)          |
| ATP Мастерс 1000 (0)        |
| АТР 500 (0)                 |
| АТР 250 (0+1)               |

| Титулы по покрытиям | Титулы по месту проведения матчей турнира |
| ------------------- | ----------------------------------------- |
| Хард (0+1*)         | Зал (0+1)                                 |
| Грунт (0)           | Зал (0+1)                                 |
| Трава (0)           | Открытый воздух (0)                       |
| Ковёр (0)           | Открытый воздух (0)                       |

* количество побед в одиночном разряде + количество побед в парном разряде.
| №  | Дата            | Турнир                      | Покрытие | Партнёр         | Соперники в финале            | Счёт     |
| 1. | 10 февраля 2019 | Open Sud de France, Франция | Хард (i) | Бенджамин Бонзи | Иван Додиг Эдуар Роже-Васслен | 3-6, 3-6 |